# Putna (nádoba)
Putna je velká nádoba k ručnímu přenášení sypkých hmot, např. uhlí, hrozny; nebo na vodu. Může být i s popruhy na záda. Putna v Uhrách dříve sloužila i jako dutá míra a stále se tak používá pro měření objemu hroznů vína, ve vinařské oblasti Tokaj má objem asi 15 l. Při výrobě tokajských výběrů se jí odměřují cibéby (bobule napadnuté ušlechtilou plísní Botrytis cinerea) a kvalita vína se pak označuje množstvím puten cibéb v sudu vína.
Nářečně slovo putna slouží také jako vyjádření nezájmu (je mi to putna ve smyslu je mi to jedno).